# 2018 في باراغواي
فيما يلي قوائم الأحداث التي وقعت خلال عام 2018 في باراغواي.

## سياسة

### تعيين في المنصب
- 15 أغسطس – ماريو عبده بينيتز رؤساء باراغواي.

### انتهاء فترة المنصب
- 15 أغسطس – هوراسيو كارتس رؤساء باراغواي.

## رياضة
- 1 يناير – الدوري الباراغواياني لكرة القدم 2018 الفائز أوليمبيا أسونسيون.

## وفيات

### ديسمبر
- 27 ديسمبر – خوان أغويرو (مواليد 1935) لاعب كرة قدم باراغواياني.